# Paläotropis
Die Paläotropis ist eine biogeographische Großregion und stellt sowohl ein Florenreich als auch ein Faunenreich dar. Sie umfasst die tropischen und subtropischen Gebiete der Alten Welt, also fast ganz Afrika, Indien und Südostasien.

## Florenreich

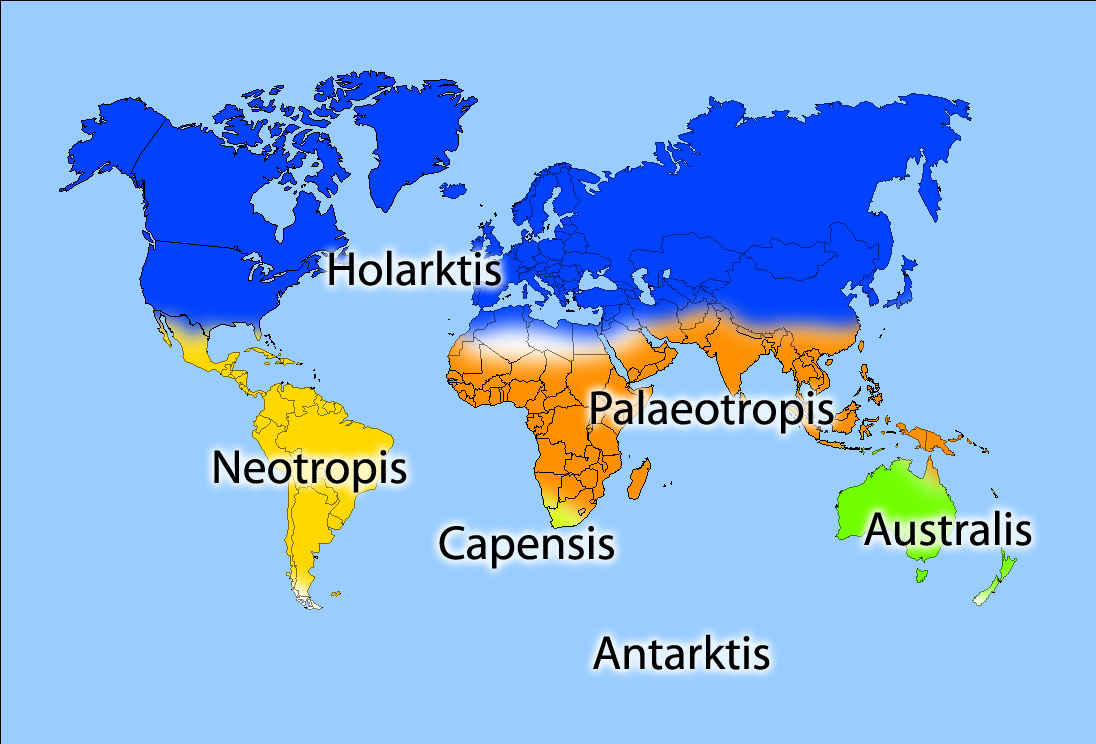
Die Florenreiche

Das paläotropische Florenreich hat andere Grenzen als das Faunenreich. Das Florenreich umfasst auch die Sahara und die Arabische Halbinsel, nicht jedoch das Kapgebiet (Capensis). Im Osten gehört auch Neuguinea dazu, nicht jedoch Polynesien, das zum ozeanischen Florenreich gehört.
Charakteristische Taxa (Florenelemente der pflanzengeographischen Einheit) sind Annonengewächse (Annonaceae), Flügelsamengewächse (Combretaceae), Flügelfruchtgewächse (Dipterocarpaceae), Muskatnussgewächse (Myristicaceae), Schraubenbaumgewächse (Pandanaceae), Sterkuliengewächse (Sterculioideae), Drachenbäume (Dracaena) und Bogenhanf (Sansevieria).
Die Paläotropis wird in zwei (drei) Unterreiche gegliedert:
- Afrikanisches Unterreich (mit der Florenregion Madagaskar)
- Indomalayisches Unterreich (mit Neuguinea)
- Teilweise wird Polynesien als Unterreich der Paläotropis zugeschlagen.

## Faunenreich
Die Sahara und die Arabische Halbinsel gehören nicht zum Faunenreich, dafür die Kapregion. In Südostasien gehört ein Teil der indonesischen Inseln zum Faunenreich Wallacea, dem Übergangsbereich zur Australis.
Das Faunenreich wird in zwei Regionen unterteilt:
- Äthiopis (Afrika südlich der Sahara und Süden Arabiens). Typische Vertreter sind unter den Fischen Flösselhechte, Mormyridae und die Lungenfische (Protopterus); die Krallenfrösche (Xenopus); unter den Vögeln die Struthionidae, Perlhühner, Sekretäre, Turakos und Mausvögel; unter den Säugetieren die Klippschliefer, Flusspferde, Goldmulle, Giraffen, Gazellen und Galagos. Die Äthiopis wird unterteilt in zwei Subregionen:
  - afrikanische Subregion
  - Madagassis (Madagaskar, Komoren, Seychellen und Maskarenen). Charakteristische Tiere sind die Lappenpittas (Philepittidae), Tenreks (Tenrecidae), Lemuren (Lemuriformes) und Madagassischen Raubtiere (Eupleridae).
- Orientalis (mit Indien, Hinterindien und Teilen des indomalayischen Archipels). Charakteristische Vertreter sind die Gaviale, die Feenvögel (Irenidae) und unter den Säugetieren die Schleichkatzen, Spitzhörnchen, Koboldmakis, der Malaienbär, Tiger, Nebelparder und die Gibbons.